# Jon Jashni

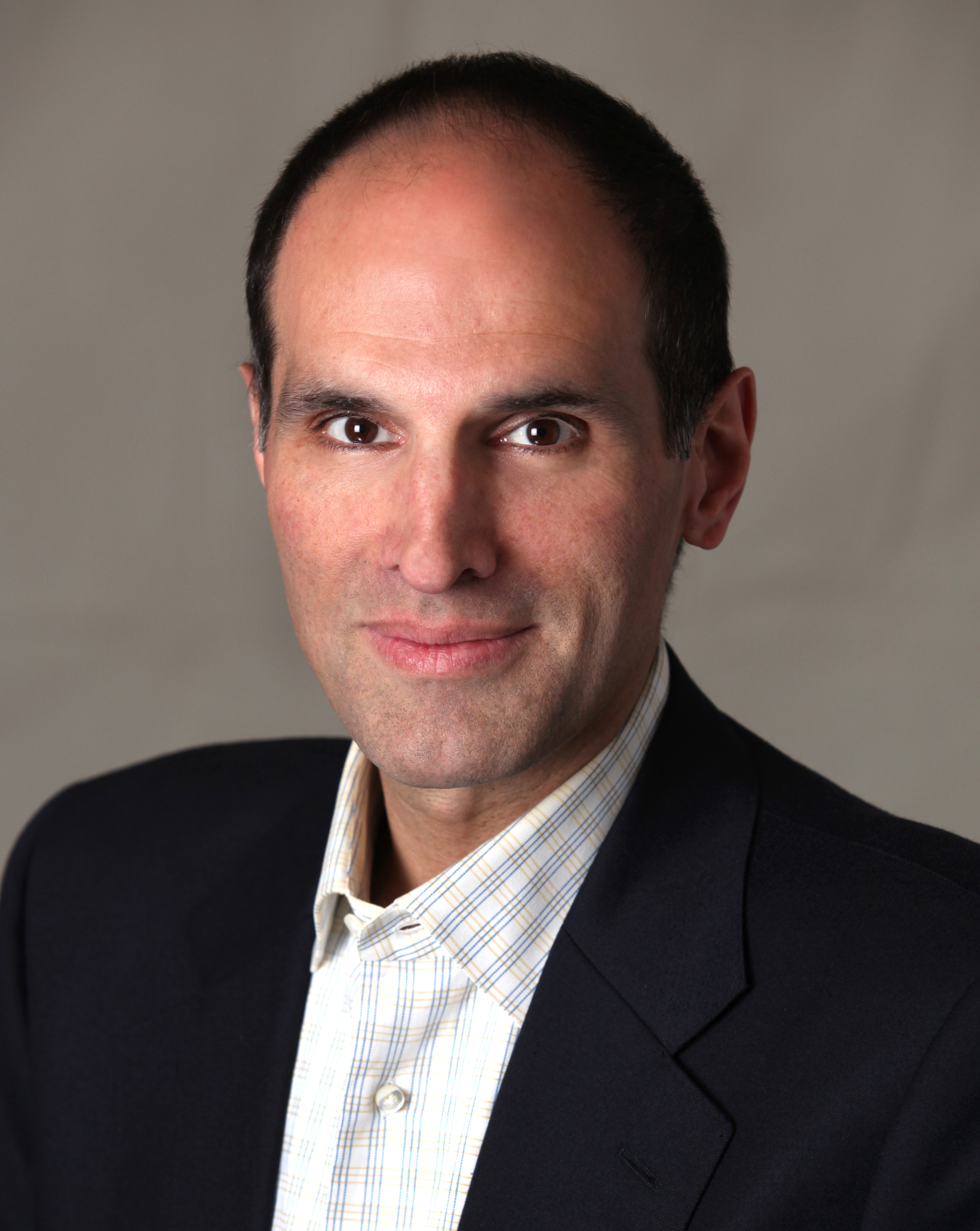
Jon Jashni

Jon Jashni ist ein US-amerikanischer Filmproduzent.

## Leben
Jashni studierte von 1983 bis 1984 an der Marshall School of Business der University of Southern California und von 1986 bis 1987 an der Anderson School of Management der University of California, Los Angeles.
Ab Mitte der 1980er Jahre war er bei Daniel Melnicks Unternehmen The IndieProd Company als Production Associate an der Entstehung verschiedener Spielfilme beteiligt. Von 1989 bis 1991 wirkte er als Creative Executive bei Columbia Pictures an der Produktion von Filmen wie Bram Stoker’s Dracula oder Und täglich grüßt das Murmeltier mit. Danach folgten Tätigkeiten beim für Warner Bros. tätigen Filmproduktionsunternehmen Giant Pictures sowie bei 20th Century Fox. 1999 wurde er Partner bei Alchemy Entertainment. Von 2002 bis 2005 war er Präsident von Hyde Park Entertainment.
2006 begann er seine Tätigkeit bei Thomas Tulls Produktionsfirma Legendary Pictures, wo er in den nächsten Jahren Filme wie Pacific Rim, Godzilla, Katakomben, Blackhat, Crimson Peak, Krampus oder Warcraft: The Beginning produzierte. Ende Februar 2016 trat Jashni von seinen Posten als President und Chief Creative Officer von Legendary Pictures zurück.
Danach gründete er den Investment Fund Raintree Ventures, mit dem er in der Unterhaltungsbranche verschiedene Projekte finanzieren will.
Jashni ist Mitglied der Academy of Motion Picture Arts and Sciences und der Producers Guild of America. Außerdem ist er Trustee des American Film Institute.

## Filmografie (Auswahl)
Executive Producer
- 1994: Das schwarze Paradies (The Inkwell)
- 2002: Sweet Home Alabama – Liebe auf Umwegen (Sweet Home Alabama)
- 2005: Dreamer – Ein Traum wird wahr (Dreamer)
- 2006: Poseidon
- 2007: Trick ’r Treat
- 2009: Shopping-Center King – Hier gilt mein Gesetz (Observe and Report)
- 2009: Hangover (The Hangover)
- 2009: Ninja Assassin
- 2009: Wo die wilden Kerle wohnen (Where the Wild Things Are)
- 2010: Kampf der Titanen (Clash of the Titans)
- 2010: Jonah Hex
- 2010: The Town – Stadt ohne Gnade (The Town)
- 2011: Sucker Punch
- 2012: Zorn der Titanen (Wrath of the Titans)
- 2013: Jack and the Giants (Jack the Giant Slayer)
- 2013: 42 – Die wahre Geschichte einer Sportlegende (42)
- 2014: 300: Rise of an Empire
- 2014: Dracula Untold
- 2014: Unbroken
- 2014: Seventh Son
- 2015: Straight Outta Compton

Co-Producer
- 1999: Hurricane (The Hurricane)
- 1999: Anna und der König (Anna and the King)

Producer
- 2005: Shopgirl
- 2007: Die Vorahnung (Premonition)
- 2013: Pacific Rim
- 2014: Godzilla
- 2014: Katakomben (As Above, So Below)
- 2015: Blackhat
- 2015: Crimson Peak
- 2015: Krampus
- 2016: Warcraft: The Beginning (Warcraft)
- 2016: Spectral
- 2016: The Great Wall
- 2017: Kong: Skull Island
- 2018: Pacific Rim: Uprising
- 2019: Godzilla II: King of the Monsters
- 2021: Godzilla vs. Kong